# Neue Mitte Oberhausen

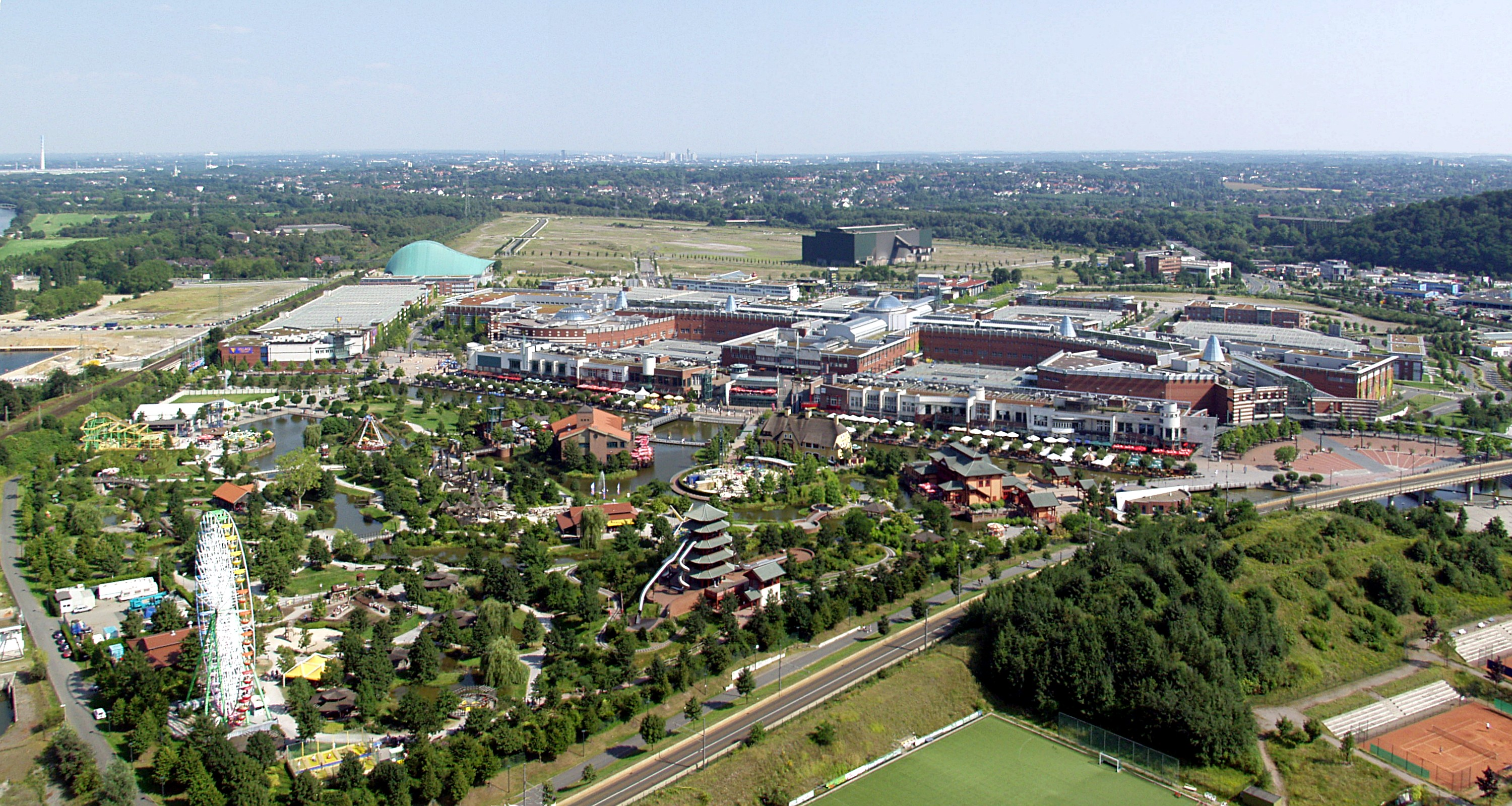
Neue Mitte Oberhausen, Gesamtansicht (2004). Vordergrund links: Freizeitpark Centro Park, Bildmitte: Einkaufszentrum Centro, Hintergrund links: Multiplex-Kino, dahinter Metronom-Theater (grünes Dach), Hintergrund Mitte: das inzwischen abgerissene ehemalige Elektro-Stahlwerk

Als die Neue Mitte wird ein ehemaliges Industriegelände in der nordrhein-westfälischen Stadt Oberhausen bezeichnet, das heute als Freizeit- und Einkaufszentrum sowie als Standort für weitere gewerbliche, sportliche und kulturelle Angebote genutzt wird.
Die Neue Mitte Oberhausen fußt auf einem Stadtentwicklungskonzept der frühen 1990er Jahre. Nach diesem Konzept soll die Neue Mitte Oberhausen den Komplex der Gutehoffnungshütte als den alten industriellen Kern der Stadt durch ein neues Stadtzentrum ersetzen. So soll die alte wirtschaftliche Monostruktur dauerhaft überwunden und die gewachsenen Stadt- und Stadtteilzentren in neuer Weise miteinander verbunden werden. Außerdem soll die Neue Mitte Oberhausen der Stadt eine neue wirtschaftliche Grundausrichtung als Einkaufs-, Freizeit- und Tourismusziel sowie als nachhaltiger Gewerbestandort verleihen.
Stimmen im Ruhrgebiet bezeichneten die Neue Mitte als schädlich für den Einzelhandel und die Zentren in Oberhausen und in den Nachbarstädten. Im Jahr 2005 hatte das Oberverwaltungsgericht in Münster im Rahmen von Normenkontrollklagen einiger Nachbarstädte und der Bezirksregierung Düsseldorf zu überprüfen, ob die Planung rücksichtslos ist. Das Gericht hat dies entschieden verneint und die Klagen zurückgewiesen.

## Teilbereiche
Die Neue Mitte gliedert sich in mehrere Teilbereiche:
- das Einkaufszentrum CentrO
- die Promenade mit vielfältiger (System-)Gastronomie
- die Rudolf Weber-Arena
- ein Multiplex-Kino
- die Musicalbühne Metronom Theater (vormals: Theatro Centro)
- das Aquarium Sea Life Center
- das Schwimmbad Aquapark Oberhausen
- der als Ausstellungsgebäude genutzte Gasometer Oberhausen
- das Klettersportgelände Hochseilgarten am Gasometer Oberhausen
- Büro- und Gewerbeflächen (Business Park, Flächen an der Centro-Allee und an der Essener Straße)
- ein Yachthafen (Heinz-Schleußer-Marina am Rhein-Herne-Kanal)
- das Museumsdepot des Rheinischen Industriemuseums
- ein Technologiezentrum (TZU, Bereich des ehemaligen Werksgasthauses der GHH)
- weitere zentrale Nutzungen und Angebote (z. B. Radio NRW, Fortbildungs- und Qualifizierungseinrichtungen, medizinische Einrichtungen)

## Ehemalige Teilbereiche
- Der Freizeitpark Centro-Park wurde im Frühjahr 2013 durch den Sea Life Abenteuer Park und ein Legoland Discovery Center ersetzt.[1]
- An Crannóg Irish Pub (in der Silvesternacht 2012/13 ausgebrannt. Man entschied sich gegen einen Neuaufbau.)[2]

## Verkehrsanbindung

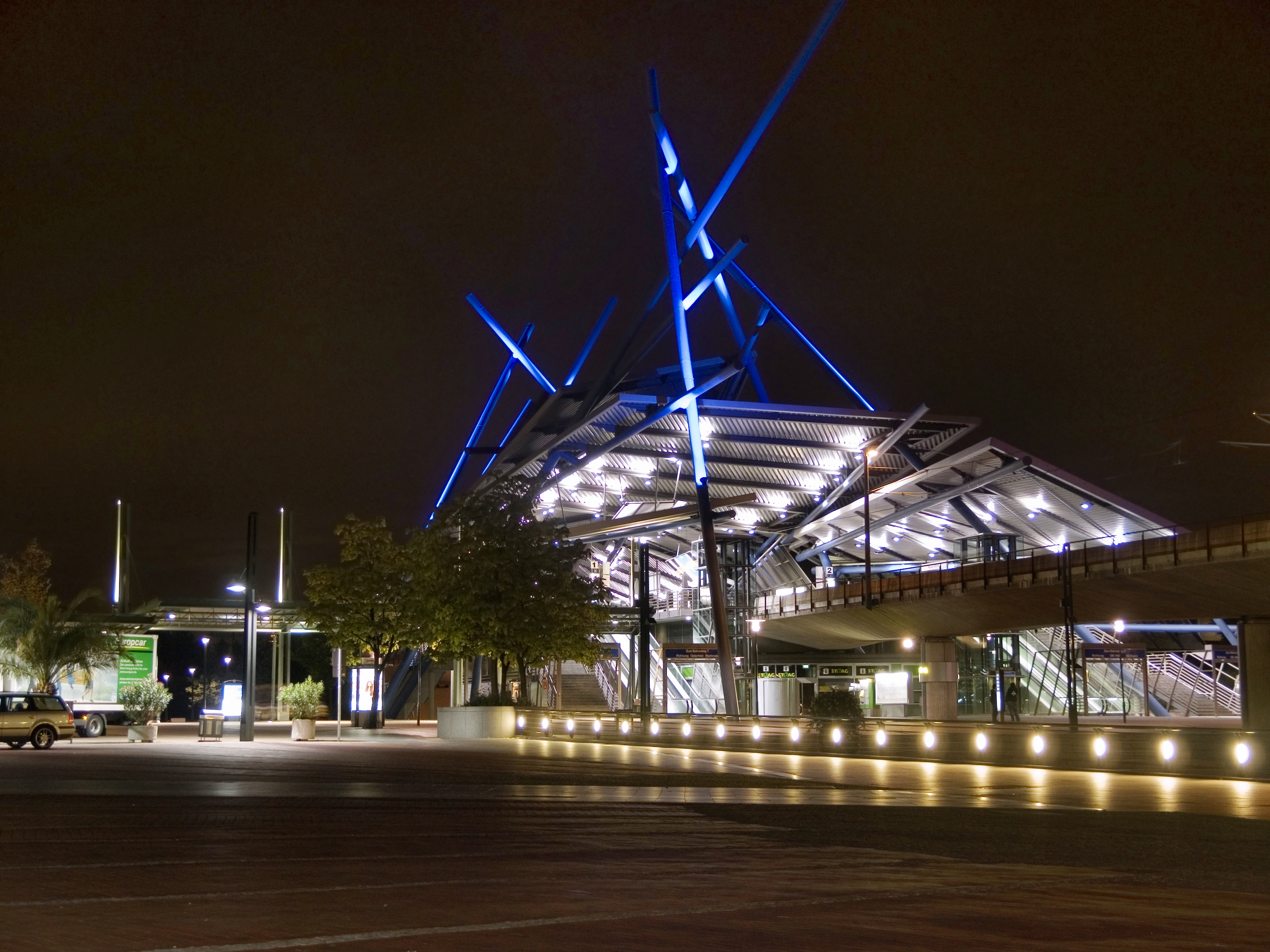
Haltestelle Neue Mitte bei nächtlicher Beleuchtung (Architektur: Christoph Parade)

Es besteht ein direkter Autobahnanschluss an die A 42. Für Pkw stehen 14.000 Parkplätze zur Verfügung.
Für die Anbindung mit öffentlichen Verkehrsmitteln wurde das Liniennetz des öffentlichen Personennahverkehrs im Oberhausener Stadtgebiet neu gestaltet: Durch Verlängerung einer Mülheimer Straßenbahnstrecke wurde die Straßenbahn in Oberhausen 28 Jahre nach der Stilllegung und etwa 100 Jahre (1897) nachdem die erste kommunale Straßenbahn Deutschlands ihren Betrieb aufnahm, in derselben Stadt wieder eingeführt. Eine durch das Centro-Gelände führende ehemalige Güterbahnstrecke wurde zur vom Individualverkehr unabhängigen Nahverkehrstrasse umgebaut. Auf dieser Trasse zwischen Alt-Oberhausen (Hauptbahnhof) und Sterkrade Bf. sind Straßenbahn- und Buslinien so gebündelt, dass sich häufige Verbindungen ergeben (zur Geschäftszeit derzeit etwa alle zwei Minuten).
| Linie | Verlauf | Takt (Mo–Fr)                                                        | Betreiber         |
| ----- | --- | ------------------------------------------------------------------- | ----------------- |
| 112   | OB-Sterkrade, Neumarkt – OB-Sterkrade Bf – OLGA-Park – Neue Mitte Oberhausen – Oberhausen Hbf – Landwehr – Mülheim-Styrum – Mülheim-West – Friedrich-Ebert-Straße – Mülheim Stadtmitte – Mülheim Kaiserplatz – Oppspring – Hauptfriedhof Linie verkehrt zwischen Sterkrade und Oberhausen Hauptbahnhof über die ÖPNV-Trasse Oberhausen.            | 20 min                                                              | Ruhrbahn / STOAG  |
| SB90  | Holten Markt – OB-Holten Bf – Schmachtendorf Heinrich-Böll-Gesamtschule – Alsfeld Jägerstr. – Ludwigshütte – OB-Sterkrade Bf – OLGA-Park – Neue Mitte Oberhausen – Oberhausen Hbf – Alstaden – Ruhrpark – Mülheim-Styrum Linie verkehrt zwischen Sterkrade Bf und Oberhausen Hbf über die ÖPNV-Trasse Oberhausen                                   | 20 min                                                              | STOAG             |
| SB91  | Bero-Zentrum – Oberhausen Hbf – Neue Mitte Oberhausen – OB-Osterfeld Süd Bf – Bottrop ZOB Berliner Platz – Bottrop-Eigen Markt – Gladbeck-Ellinghorst – Gladbeck Goetheplatz – Gladbeck-Ost Bf – Gelsenkirchen-Buer, Königswiese – Gelsenkirchen-Buer Rathaus Linie verkehrt zwischen OLGA-Park und Oberhausen Hbf über die ÖPNV-Trasse Oberhausen | 10 min (Bero-Zentrum–Bottrop ZOB) 20 min (Bottrop ZOB–Buer)         | Vestische / STOAG |
| SB92  | KönigshardtFalkestr. – Tackenberg – Klosterhardt – Rothebusch – Osterfeld Mitte – OLGA-Park – Neue Mitte Oberhausen – Oberhausen Hbf – Styrum – Alstaden – Fröbelplatz Linie verkehrt zwischen OLGA-Park und Oberhausen Hbf über die ÖPNV-Trasse Oberhausen                                                                                        | 20 min                                                              | STOAG             |
| SB93  | Tackenberg – Klosterhardt – Rothebusch – Osterfeld Mitte – OLGA-Park – Neue Mitte Oberhausen – Bismarckstraße – Oberhausen Hbf – Bero-Zentrum Süd – DU-Obermeiderich Bf – Alstaden Fröbelplatz Linie verkehrt zwischen OLGA-Park und Lipperfeld über die ÖPNV-Trasse Oberhausen                                                                    | 20 min                                                              | STOAG             |
| SB98  | Königshardt Falkestr. – Walsumermark – Schmachtendorf – Alsfeld Jägerstr. – Ludwigshütte – OB-Sterkrade Bf – OLGA-Park – Neue Mitte Oberhausen – Oberhausen Hbf – Bero-Zentrum – Rehmer – Alstaden Fröbelplatz Linie verkehrt zwischen Sterkrade Bf und Oberhausen Hbf über die ÖPNV-Trasse Oberhausen                                             | 20 min                                                              | STOAG             |
| 185   | Borbeck Bf – Borbeck Fürstäbtissinstr. – Bedingrade – Essen-Gerschede – Dellwig – Essen-Dellwig Bf – Essen-Frintrop – Neue Mitte Oberhausen | 20 min                                                              | Ruhrbahn / STOAG  |
| 953   | Bottrop-Fuhlenbrock Spechtstr. – Klosterhardt – Rothebusch – Osterfeld Mitte – OLGA-Park – Neue Mitte Oberhausen – Knappenmarkt – Bermensfeld – Dümpten – Schlad Wehrstr. Linie verkehrt zwischen OLGA-Park und Lipperfeld über die ÖPNV-Trasse Oberhausen                                                                                         | 60 min                                                              | STOAG             |
| 957   | (Graßhofstraße – Waldteich –) Kiebitzstraße – OB-Sterkrade Bf – Osterfeld Mitte – OB-Osterfeld Süd Bf – Burg Vondern – Borbeck – Neue Mitte Oberhausen – TZU – Ziesakplaza – Marienkirche – Theater/Ebertbad – Oberhausen Hbf – Bebelstraße – Babcock Werk 1 – Tulpenstraße                                                                        | 20/60 min (Graßhofstr.–Kiebitzstr.) 20 min (Kiebitzstr.–Tulpenstr.) | STOAG             |
| 960   | OB-Holten Bf – Schmachtendorf – Walsumermark – Königshardt – Kirchhellener Straße – Alsfeld Dragonerstr. – OB-Sterkrade Bf – OLGA-Park – Neue Mitte Oberhausen – Oberhausen Hbf – Rathaus – Knappenmarkt – Schlad Wehrstr. Linie verkehrt zwischen Sterkrade Bf und Oberhausen Hbf über die ÖPNV-Trasse Oberhausen                                 | 20 min                                                              | STOAG             |
| NE1   | NachtExpress: Walsumermark Hirschkamp – Neuköln – Brink – Walsumermark Eichsfeldstr. – Schmachtendorf – Alsfeld – Ludwigshütte – OB-Sterkrade Bf – OLGA-Park – Neue Mitte Oberhausen – Oberhausen Hbf – Rehmer – Alstaden Fröbelplatz Linie verkehrt zwischen Sterkrade Bf und Oberhausen Hbf über die ÖPNV-Trasse Oberhausen                      | 60 min                                                              | STOAG             |
| NE2   | NachtExpress: Schmachtendorf Heinrich-Böll-Gesamtschule – Walsumermark – KönigshardtFalkestr. – Alsbachtal – OB-Sterkrade Bf – OLGA-Park – Neue Mitte Oberhausen – Oberhausen Hbf – Dümpterkamp – Schlad Wehrstr. – Dümpten Linie verkehrt zwischen Sterkrade Bf und Oberhausen Hbf über die ÖPNV-Trasse Oberhausen                                | 60 min                                                              | STOAG             |
| NE6   | NachtExpress: OB-Sterkrade Bf – Tackenberg – Rothebusch – Osterfeld Mitte – Neue Mitte Oberhausen – Oberhausen Hbf – Akazienstraße – Alstaden Ruhrpark Linie verkehrt zwischen OLGA-Park und Oberhausen Hbf über die ÖPNV-Trasse Oberhausen | 60 min                                                              | STOAG             |
| NE10  | OB-Sterkrade Bf – Schloss Oberhausen – Neue Mitte Oberhausen – Knappenmarkt – Oberhausen-Wehrstraße – Mülheim-Dümpten – Mülheim Hbf Nordeingang(←)/Dieter-aus-dem-Siepen-Platz(→) – Mülheim Stadtmitte – Schloß Broich – Broich – Saarn Alte Straße → Saarner Kuppe – Oemberg ← Saarn Lindenhof                                                    | 60 min                                                              | Ruhrbahn / STOAG  |
| NE11  | Essen Hbf – Rathaus Essen – Berliner Platz – Helenenstraße – Borbeck Süd Bf – Abzweig Aktienstraße – Bedingrade – Frintrop Unterstraße – Oberhausen-Neue Mitte Oberhausen – Ziesakplaza – Theater/Ebertbad – Oberhausen Hbf | 60 min                                                              | Ruhrbahn / STOAG  |
| NE12  | OB-Sterkrade Bf – OLGA-Park – Neue Mitte Oberhausen – Oberhausen Hbf – Landwehr – Mülheim-Styrum – Mülheim-West → Eppinghofen → Dieter-aus-dem-Siepen-Platz → Mülheim Kaiserplatz – Friedrich-Ebert-Straße ← MH-Stadtmitte Linie verkehrt zwischen Sterkrade und Oberhausen Hauptbahnhof über die ÖPNV-Trasse Oberhausen.                          | 60 min                                                              | STOAG / Ruhrbahn  |
| NE21  | NachtExpress: Oberhausen Hbf – Neue Mitte Oberhausen – OB-Osterfeld Süd Bf – Bottrop ZOB Berliner Platz Linie verkehrt zwischen OLGA-Park und Oberhausen Hbf über die ÖPNV-Trasse Oberhausen | 60 min                                                              | Vestische / STOAG |

Die Haltestelle Neue Mitte zwischen Arena und Einkaufszentrum gilt als Beispiel des Dekonstruktivismus.

## Entwicklung
Im Rahmen des Strukturwandels des Ruhrgebiets wurde in Oberhausen ein 143 Hektar großes Industriegelände nördlich der Essener Straße, das ehemals dem Thyssen-Konzern gehört hatte, zur Brache. 1968 übernahm Thyssen die Aktienmehrheit der ehemaligen Gutehoffnungshütte. Der Betrieb sollte rationalisiert werden und somit mehr Gewinne ermöglichen. Seit Mitte der 1980er Jahre wurde die Fläche der Neuen Mitte nur noch in geringem Umfang betrieblich genutzt, Ende 1992 begannen die ersten Abrissarbeiten.
Mitte der 1980er Jahre wurden Überlegungen zur planerischen Aufwertung dieser Areale angestellt. So gab es Bemühungen, auch mit planerischen Mitteln gegen die Krisensicht der Stadtentwicklung vorzugehen und wegweisende Projekte zur Verbesserung der lebensräumlichen Qualität in Angriff zu nehmen – die Konzeption der Grünen Mitte Oberhausen. Diese Konzeption wurde aber schnell wieder verworfen, da sie keine Arbeitsplätze hervorgebracht hätte. Somit suchte die Stadt Oberhausen nun nach Investoren, um die Flächen einer neuen Nutzung zuzuführen.
Ende der 1980er Jahre gab es erste Pläne zur Bebauung des Gebietes mit einem riesigen Einkaufszentrum. Die kanadische Investmentgesellschaft Triple Five, im Wesentlichen ein Familienunternehmen des iranisch-kanadischen Geschäftsmanns Jacob Ghermezian (1902–2000), nahm im November 1988 Kontakt mit der Landesregierung in Düsseldorf auf, um einen gigantisch anmutenden Projektvorschlag ins Gespräch zu bringen. Auf dem von Thyssen bereits weitgehend stillgelegten Industrieareal von etwa 100 Hektar wollten die Investoren ein Freizeit- und Einkaufszentrum mit 850.000 Quadratmetern nach dem Vorbild der West Edmonton Mall errichten. Für dieses Zentrum war ein vielfältiges Nutzungskonzept vorgesehen, das unter anderem zum Inhalt hatte:
- ein Einkaufszentrum von 250.000 m² mit über 800 Ladengeschäften
- ein Freizeitzentrum von 92.000 m² mit Wellenbad, Hallenkirmes, Eisstadion, Meeresattraktion, Kinokomplex, Spielkasino etc.
- ein Tagungs- und Ausstellungscenter von 33.000 m²
- eine Marina inkl. Hotelkomplex mit 3.000 Betten
- ein Bürocenter von 90.000 m², bestehend aus drei oder vier zwölfgeschossigen Bürohäusern[5]

Bedenken der Nachbarstädte und innerhalb der Landesregierung führten dazu, dass diese Pläne verworfen wurden.
Erst 1991, als die politischen Verhältnisse in Düsseldorf günstig waren und eine britische  Investorengruppe den Plan zur Errichtung eines kleineren Einkaufszentrums, eingebunden in ein städtebauliches Konzept mit Anlagen der Freizeit, der Kultur und des Gewerbes vorstellte, konnte ein Weg zur planerischen Umsetzung beschritten werden. Die englische Investorengruppe erwarb sodann einen Teil des Geländes, um hier mit dem Centro die Keimzelle für die Neue Mitte Oberhausens zu gestalten.
Das Einkaufs- und Freizeitzentrum Centro hat sich nach der Eröffnung 1996 rasch zu einem Publikumsmagneten mit jährlich vielen Millionen Besuchen entwickelt. Als Urban Entertainment Center spricht es vor allem Familien und jüngere Besucher aus ganz Nordrhein-Westfalen, anderen Bundesländern und dem benachbarten Ausland an.
- 1992: Beginn der Abbrucharbeiten alter Werksanlagen
- 1993: Verabschiedung des Bebauungsplans
- 1994: Grundsteinlegung
- 1996: Eröffnung von ÖPNV-Trasse und Straßenbahn am 21. Juni
- 1996: Eröffnung des Centros am 12. September
- 1999: Eröffnung des Musicaltheaters Theatro Centro mit „Tabaluga & Lilli“ am 24. September
- 2001: Neueröffnung des Freizeitparks „Centro-Park“
- 2004: Eröffnung des Aquariums „Sea Life Centre“
- 2004: Eröffnung der Heinz-Schleußer-Marina am Rhein-Herne-Kanal
- 2004: Ratsbeschluss zur Bebauungsplanänderung am 20. September: Schaffung von Baurechten zur Erweiterung des Einkaufszentrums
- 2004: Normenkontrollklagen von Nachbarstädten und der Bezirksregierung Düsseldorf gegen die Bebauungsplanänderung
- 2005: Zurückweisung der Klagen durch das Oberverwaltungsgericht am 6. Juni
- 2008: Eröffnung der Modellbahnwelt Oberhausen am 1. August
- 2009: Eröffnung des Aquapark Oberhausen am 19. Dezember
- 2010: Aufnahme von planmäßigem Schiffsverkehr zum Schloss Oberhausen sowie zum Nordsternpark, zeitweise auch zur Cranger Kirmes;[6] letzte Saison des Freizeitparks
- 2012: Erweiterung des Centro um 17.000 m²
- 2013: Zerstörung des An Crannóg Irish Pub durch einen Brand.[2]
- April 2013: Eröffnung „Abenteuer Antarktis“ und das „Legoland Discovery Centre“.[1]

## Weitere Projekte
Für den Bereich eines ehemaligen Elektrostahlwerks südöstlich der Osterfelder Straße gab es zunächst die Zielsetzung, zur Erweiterung der Neuen Mitte Oberhausen unter dem Projektnamen „Zukunftspark O.Vision“ einen neuartigen Gewerbepark mit einer breiten Mischung von Anlagen der Gesundheitswirtschaft zu errichten. Bereits im Jahr 2005 zeichnete sich aber ab, dass das Land Nordrhein-Westfalen es der überschuldeten Stadt aus Gründen der Kommunal- und Haushaltsaufsicht untersagen könnte, eigene Gelder in das Projekt zu stecken. Als die Landesregierung im Januar 2006 mitteilte, dass sie das auf öffentliche Fördergelder angewiesene Projekt nicht unterstützen wolle, erklärten die Planungsbeteiligten, dass sie ein anderes Nutzungskonzept zur Entwicklung der Neuen Mitte Oberhausen in diesem Bereich suchen.
Der im Jahr 2006 erfolgte Verkauf der Grundstücke von einer städtischen Entwicklungsgesellschaft an einen nordirischen Investor, der bislang aber nicht durch städtebauliche Entwicklungen, sondern durch die Versteigerung von Baufahrzeugen in Erscheinung trat und die zwischenzeitliche Errichtung einer Filiale einer Discounter-Kette in unmittelbarer Nachbarschaft des Fraunhofer-Instituts für Umwelt-, Sicherheits- und Energietechnik deuteten darauf hin, dass eine „große“ Lösung nicht mehr zu erwarten sei. Der Bebauungsplan Nr. 465, der das Baurecht auf den Flächen des ehemaligen Elektrostahlwerks regelt und 2003 Rechtskraft erlangte, wurde 2008 geändert, um das Maß der baulichen Nutzung und die Bebauungsstruktur an die Zielsetzung einer breiteren Vermarktung der Flächen anzupassen. Die Zulässigkeit des Einzelhandels wurde dabei aber nicht angetastet; großflächiger Einzelhandel mit relevanten Auswirkungen auf Zentren und Versorgungsstrukturen ist somit baurechtlich unverändert ausgeschlossen. Auf den Baufeldern entlang der Osterfelder Straße räumte der geänderte Bebauungsplan allerdings die Möglichkeit ein, bestimmte Vergnügungsstätten, zum Beispiel Spielhallen, zu errichten. Im November 2011 wurde eine aufgrund ihrer architektonischen Gestaltung häufig „UFO“ genannte Großspielhalle eröffnet.
Für den Bereich zwischen Rhein-Herne-Kanal, Marina, Güterbahnlinie und Osterfelder Straße hatte es noch in den 1990er Jahren im Rahmen der Planungen für die Neue Mitte Oberhausen das Konzept einer Fertighaus-Ausstellung mit angeschlossenem Bauherrenzentrum gegeben. Da der damalige Grundstückseigentümer und Vorhabenträger nicht in der Lage war, dieses Projekt zu verwirklichen, mussten die Planer auch hier ein neues Nutzungskonzept entwickeln.
Im Sommer 2006 entschied die Stadt Oberhausen, die Fläche für die Entwicklung eines Allwetter- und Familienbades sowie für weitere Freizeit- und Gewerbeanlagen zu nutzen. Die Planung des Allwetter- und Familienbades wurde eingebunden in ein städtisches Bäderkonzept, das zu einer Neuordnung der städtischen Bäderlandschaft unter Schließung mehrerer Frei- und Hallenbäder führte. Der so genannte „Aquapark“ konnte im April 2009 Richtfest feiern und wurde im Dezember des Jahres eröffnet.